# Pu’er (köpinghuvudort i Kina, Yunnan Sheng, lat 28,25, long 104,17)
Pu'er (kinesiska: 普洱, 普洱镇) är en köpinghuvudort i Kina. Den ligger i provinsen Yunnan, i den sydvästra delen av landet, omkring 380 kilometer nordost om provinshuvudstaden Kunming. Antalet invånare är 61 303. Befolkningen består av 28 894 kvinnor och 32 409 män. Barn under 15 år utgör 26,0 %, vuxna 15-64 år 66 %, och äldre över 65 år 7,0 %.
Runt Pu'er är det ganska tätbefolkat, med 160 invånare per kvadratkilometer. Närmaste större samhälle är Yanjing, 18,8 km söder om Pu'er. I omgivningarna runt Pu'er växer i huvudsak blandskog.
Genomsnittlig årsnederbörd är 1 329 millimeter. Den regnigaste månaden är juli, med i genomsnitt 290 mm nederbörd, och den torraste är januari, med 17 mm nederbörd.